# Nazionale maschile di hockey su ghiaccio della Turchia
La nazionale di hockey su ghiaccio maschile della Turchia (Türkiye Millî Buz Hokeyi Takımı) è controllata dalla Federazione di hockey su ghiaccio della Turchia, la federazione turca di hockey su ghiaccio, ed è la selezione che rappresenta la Turchia nelle competizioni internazionali di questo sport.